# 小堀友里絵
小堀 友里絵（こぼり ゆりえ、1985年7月19日 - ）は、日本の女優、声優。福島県出身。AIR AGENCY所属。

## 来歴
高校時代、蜷川幸雄演出の舞台を観に行ったところ、初めて触れた舞台の、怖いくらいの迫力に衝撃を受け、芝居に興味を持ち始めたという。
舞台・CMを中心に活動していたが、映像の仕事は画面に映っている部分と映っていない部分のギャップの中で、どう気持ちを作っていくかといった葛藤があったという。色々な仕事をさせてもらえるうちに、芝居に行き詰まりを感じ、役者の先輩に相談していたところ「知り合いに素晴らしい役者がいるから、会ってみたら?」と藤原啓治を紹介されたという。初対面で悩み、希望を4時間くらいじっくり聞いて、受け止めてくれたという。その人柄に感銘を受けたこと、ラジオ、アニメの収録現場を見学させていくうち、声の仕事にどんどん興味がわき、AIR AGENCYに移籍し、本格的に声優としての活動を始める。

## 人物
趣味はスキー、スノボ、水泳、バレーボール。
特技はフラワーアレンジメント（師範代）。
方言は東北弁。

## 出演
太字はメインキャラクター。

### テレビアニメ
2010年
- カッコカワイイ宣言!（2010年 - 2011年、ナレーション、奥様(黒)、女子生徒1） - 2シリーズ
- とある科学の超電磁砲（見物客）

2011年
- べるぜバブ（2011年 - 2012年、サテュラ、女子生徒B）
- ベン・トー（ナースB、薬剤師）
- 放浪息子（さおりの母、女子B）

2012年
- あの夏で待ってる（教師）
- AKB0048（母親）
- しろくまカフェ（女子高生）
- ブラック★ロックシューター（女子生徒、後輩）
- 輪廻のラグランジェ（千歳るい）

2013年
- RDG レッドデータガール（神崎美琴）
- 踊り子クリノッペ（ライバルちゃん）
- 革命機ヴァルヴレイヴ（生徒、女子生徒2）
- 君のいる町（女子生徒、学生）
- 黒子のバスケ（生徒、女子）

2014年
- ガンダムビルドファイターズ（MC）
- 東京喰種トーキョーグール（2014年 - 2018年、西野貴未、ハル、金木の子供時代、黒沢 他） - 3シリーズ
- 七つの大罪（セネット）
- はじめの一歩（人々）
- ポケットモンスター XY（2014年 - 2016年、サナ） - 2シリーズ
- 妖怪ウォッチ（2014年 - 2022年、しおりちゃん〈中村しおり〉、ひも爺の孫、サム、片桐麗子、加藤、まどか、コウイチ、先輩ざしきわらし、チョコボー⑤  他） - 3シリーズ
- 47都道府犬R（福島犬）
- ワールドトリガー（二ツ木、市民、新人隊員、アナウンス、ミラ、仁礼光 他） - 2シリーズ

2015年
- GATE 自衛隊 彼の地にて、斯く戦えり（女子大生）

2016年
- 甲鉄城のカバネリ（下緒）
- デジモンユニバース アプリモンスターズ（2016年 - 2017年、アナウンサー、双子の母親）

2017年
- CHAOS;CHILD（女教師）
- クレヨンしんちゃん（女性店員、行列のお姉さんA）

2018年
- 妖怪ウォッチ シャドウサイド（アズサ、泉、女子大生A、女児、ヒナコ）

2019年
- ゲゲゲの鬼太郎（第6作）（金井清美）
- フライングベイビーズ（小原先生）

2020年
- うちタマ?! 〜うちのタマ知りませんか?〜（お姉さん）

2022年
- スローループ（担任）

2023年
- しまじろうのわお!（博物館スタッフ）

### 劇場アニメ
- かっぱのすりばち（2012年、マタハチ）
- 映画 妖怪ウォッチ 誕生の秘密だニャン!（2014年、女性）

### OVA
- 黒子のバスケ 2nd SEASON 第6巻（2014年）　※第41.5Q（マジバーガー店員）[10]
- よんでますよ、アザゼルさん。（2014年）　※11巻限定版

### ゲーム
- 赤い糸DS〜Destiny〜
- 剣と魔法と学園モノ。2G（フラン）
- 裏切りは僕の名前を知っている -黄昏に堕ちた祈り-（大学生、講師）
- とある科学の超電磁砲（制裁指導）
- 猛獣使いと王子様〜Snow Bride〜
- 必殺仕事人〜おしおきコレクション〜（笛吹深琴）
- 七つの大罪
- ヒーローズプレイスメント（南相馬ひまわり[11]）
- ウチの姫さまがいちばんカワイイ（白猫姫 ペリシャ・ブルー）
- 聖闘士星矢　シャイニングソルジャーズ（ユリティース）
- 妖怪ウォッチバスターズ 赤猫団/白犬隊（サム）
- モンスターストライク（ザントマン[12]）

### ドラマCD
- 革命機ヴァルヴレイヴ　オリジナルドラマCD「咲森学園、殺人事件？」
- 黒子のバスケ 1st GAMES
  - 黒子のバスケ 2nd GAMES
- 5時から9時まで（山淵百絵[13]）
- シャーロックホームズ（メアリー・サザーランド）
- たいようのいえ（新しい母）※コミックス第5巻ドラマCD付き特装版
- 月は褥を照らせども、眠りは未だ訪れず（香織）
- テイルズリング・シンフォニア Comic Market 78 Limited CD（店員）
- テイルズリング・シンフォニア Comic Market 79 Limited CD
- となりの怪物くん（サエコ先生）※コミックス7巻特装版付属CD
- 花咲くいろは ドラマCD 〜after days〜（ミサキ、子ども）[14]

### 吹き替え
- カエルのリビット めざせ!プリンセスの国（サンディ[15]）
- ゲート・オブ・キングダム　王の帰還（フィン・マケフダヒ）
- チェインド
- ストレイ-悲しみの化身-
- みんなのウミズーミ

### CM
- 集英社「スーパーダッシュ&ゴー!・「カッコカワイイ宣言!」（ナレーション）
- 三菱電機ビルテクノサービス（2008年 - 放送中）
- アメリカンホーム保険会社（2008年 - 放送中）

### ボイスオーバー
- 日経スペシャル 未来世紀ジパング〜沸騰現場の経済学〜

### ウェブコミック
- +Voice
  - 瞳のフォトグラフ（一宮ユイ）
  - 武蔵野線の姉妹（宗方しずる）

- こみっちゃbyめちゃコミック（めちゃコミ）
  - 冷たい上司と嘘の恋（江藤奈都）2023年
  - 賞味期限切れの恋をあなたと（染野美都）2024年

### 映画
- Wonderful World浪川大輔監督（2010年）
- 「日常エンド」（2010年）主演：みゆき役（2010年日韓ムービーアワードグランプリ受賞/丹後映像フェスティバル2010グランプリ受賞）
- 「死神ターニャ」（2013年）主演：ターニャ役（第26回東京国際映画祭「日本映画スプラッシュ部門」正式出品作品）
- 「時時巡りエブリデイ」（2017年）

### Webシネマ
- 「...loves you.」（2007年）主演

### PV
- 「然様ならば」／LOST IN TIME
- 「Everything（MISIAカバー曲）」／タカチャ

### 舞台
- 「ジレンマセラピー」
- 「僕がダウンタウンとブルーハーツを好きになった理由」
- 「ラフカット2005」（於：全労済ホールスペース・ゼロ）
- 「BLACK」（於：シアターVアカサカ）
- 「ミランダ、あるいは、マイ・ランド」
- 「STAR MAN」（2008年9月27日 - 10月5日 於：こどもの城 青山円形劇場）

### その他
- GAME OVER（朱美の同僚） -  A-koe
- 『トランスフォーマー博』「オキュラスリフト体験コーナー」用PV
- みらいへの手紙〜この道の途中から〜[16]
  - 雨上がりの朝（真由美）
  - いるだけなんだけど（女の子）
  - ちかちゃんの卒業（秋元千果）
- リトルワンダーズ "Sneeze"（アーサー）[17]

### シリーズ一覧
1. ↑  第1期（2010年）、第2期（2011年）
2. ↑  第1期（2014年）、第2期『√A』（2015年）、最終章『:re』（2018年）
3. ↑  『XY』（2014年 - 2015年）、『XY&Z』（2016年）
4. ↑  『妖怪ウォッチ』（2014年 - 2018年）、『妖怪ウォッチ!』（2019年）、『妖怪ウォッチ♪』（2021年 - 2023年）
5. ↑  1stシーズン（2014年 - 2016年）、3rdシーズン（2021年）